# 야마모토 후지오
야마모토 후지오(일본어: 山本 富士雄, 1966년 5월 27일 ~ )는 일본의 전 축구 선수이다.

## 구단 경력
1990년 일본 사커 리그의 미쓰비시 자동차에 입단했다. 1993년 재팬 풋볼 리그의 NKK SC로 이적했다. 1994년 J1리그의 벨마레 히라쓰카로 이적했다. 1994년에 천황배 우승을 차지했다. 1996년후 현역 은퇴.